# Sapromyza scutellaris
Sapromyza scutellaris är en tvåvingeart som först beskrevs av Samuel Wendell Williston  1896.  Sapromyza scutellaris ingår i släktet Sapromyza och familjen lövflugor. Inga underarter finns listade i Catalogue of Life.